# Jan Leciejewski
Jan Leciejewski (ur. 20 marca 1854 w Miejskiej Górce, zm. w 1929 we Lwowie) – polski nauczyciel, slawista, bułgarysta, etnograf.

## Życiorys
Absolwent Królewskiego Katolickiego Gimnazjum w Ostrowie. Ukończył studia na Królewskim Uniwersytecie Wrocławskim, gdzie w 1882 uzyskał stopień doktora filozofii. Tam też otrzymał nagrodę fakultetu filozoficznego za pracę konkursową pt. Die Sprache des Florianer Psalterii. Później kształcił się nadal na Uniwersytecie Wiedeńskim, gdzie habilitował się i uzyskał docenturę.
W 1877 zamieszkał we Lwowie, gdzie został docentem na Uniwersytecie Lwowskim i pracował jako profesor w C. K. Gimnazjum we Lwowie. W latach 1877–1880 członek i bibliotekarz Towarzystwa Literacko-Słowiańskiego. Od 1894 konserwator i dyrektor zamku w Gołuchowie u hrabiny Działyńskiej. W 1907 został powołany na stanowisko profesora Uniwersytetu Sofijskiego w Bułgarii, gdzie wcześniej występujący przeciw władzy profesorowie zostali zdymisjonowani (prócz Leciejewskiego posadę otrzymał tam także Jan Paygert). Na tej uczelni otrzymał katedrę filozofii słowiańskiej i literatur słowiańskich.

## Publikacje
- Gwara Miejskiej Górki i okolicy : studyjum dyalektologiczne (1881)
- Z życia Słowieńców (1885)
- Die Sprache des polnischen Theils des Florianer Psalters (1885)
- Der lautwerth der nasalvocale im altpolnischen. Eine grammatische studie (1886)
- Pierwiastki starożytne w pieśniach ludowych słowieńskich (1899)
- Franciszek Preszern, poeta słowieński (1900)
- Książę czarnogórski Mikołaj jako poeta (1901)
- Runy i runiczne pomniki słowiańskie (1906)